# Stare Polesie (Łódź)
Stare Polesie – osiedle mieszkaniowe złożone głównie z kamienic położone w środkowej części Łodzi, w dawnej dzielnicy Polesie. 
Stare Polesie stanowi większą część osiedla administracyjnego (jednostki pomocniczej gminy) o tej samej nazwie, zamieszkiwanego przez 36 946 osób. Stare Polesie, jako osiedle administracyjne, oprócz właściwego (opisanego w tym artykule) Starego Polesia obejmuje także obszar określany przez łódzki System Informacji Miejskiej jako Politechniczna, położony na południe od al. Mickiewicza. Adres siedziby rady osiedla administracyjnego Stare Polesie to: 90-736 Łódź, ul. Żeromskiego 25, tel.: 42 634 24 19.

## Nazwa osiedla
W przeszłości osiedle to nazywało się dzielnica Wiązowa – od znajdującego się w centralnym punkcie osiedla placu Wiązowego (dzisiejszy plac Barlickiego, nazywany też był Zielonym Rynkiem).
Obecna nazwa osiedla – Stare Polesie – wywodzi się stąd, że osiedle to położone jest w najwcześniej zurbanizowanej (a zatem najstarszej) części dawnej dzielnicy Polesie.

## Granice osiedla
- na zachodzie: aleja Włókniarzy (droga krajowa nr 1 (E75)) oraz tory kolejowe PKP dawnej linii Kolei Warszawsko-Kaliskiej
- na północy: ulica Ogrodowa ze Starym Cmentarzem
- na wschodzie: ulica Gdańska (na odcinku od Ogrodowej do Próchnika) oraz ulica Wólczańska (na odcinku od Próchnika do Mickiewicza).
- na południu: aleja Adama Mickiewicza (Trasa W-Z)

## Spis ulic
Do ulic znajdujących się na Starym Polesiu należą:
- Artyleryjska
- plac Norberta Barlickiego (dawna nazwa Zielony Rynek, używana przez wielu łodzian do dziś)
- Cmentarna
- Gdańska
- plac gen. Józefa Hallera
- św. Jerzego
- Karolewska
- Mikołaja Kopernika
- Legionów
- Lipowa
- Łąkowa
- aleja 1 Maja
- Mała
- aleja Adama Mickiewicza (Trasa W-Z)
- Romualda Mielczarskiego
- Ogrodowa
- kpt. Stefana Pogonowskiego
- Adama Próchnika
- 6 Sierpnia
- Marii Skłodowskiej-Curie
- Andrzeja Struga (zwana przez łodzian „ulicą Andrzeja” na cześć Andrzeja Rosickiego)Kamienica przy ul. 28. Pułku Strzelców Kaniowskich w Łodzi
- 28 Pułku Strzelców Kaniowskich
- Stanisława Więckowskiego

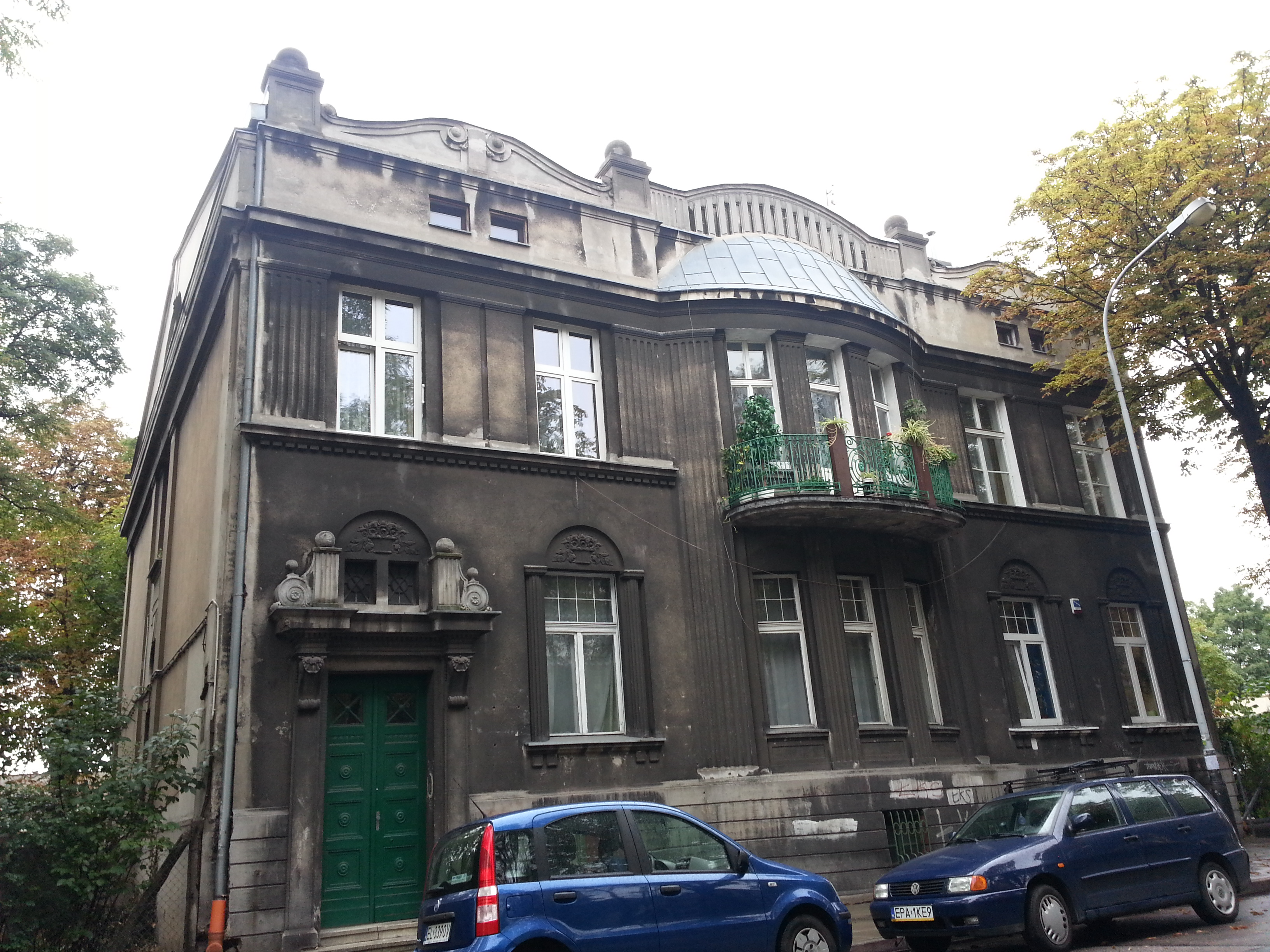
Kamienica przy ul. 28. Pułku Strzelców Kaniowskich w Łodzi

- aleja Włókniarzy (droga krajowa nr 1 (E75))
- Wólczańska
- Ludwika Zamenhofa
- Zielona
- gen. Lucjana Żeligowskiego
- Stefana Żeromskiego

## Podosiedla
Zasadniczo Stare Polesie jest jednolitym osiedlem bez podziału na podosiedla. Jedynym wyjątkiem jest niewielkie podosiedle „Mikołaja Kopernika” znajdujące się na zachodnim skraju Starego Polesia u zbiegu alei Włókniarzy z ulicą Andrzeja Struga. Podosiedle to znacząco wyróżnia się względem pozostałej części Starego Polesia gdyż składa się ze zbudowanych z wielkiej płyty wieżowców (w pozostałej części Starego Polesia zdecydowanie dominują kamienice).

## Rewitalizacja
Jesienią 2008 roku nieformalne ugrupowanie znane jako Grupa Pewnych Osób zainicjowało akcję „Lipowa odNowa” – projekt mający na celu dokonanie aktywizacji społecznej mieszkańców ulicy Lipowej – jednej z ulic Starego Polesia – polegającej przede wszystkim na uskutecznieniu komunikacji pomiędzy mieszkańcami a miejskimi władzami, ukazaniu lokalnej społeczności iż warto dbać o własną okolicę.
Projekt „Lipowa odNowa”, obok projektu „ARTeria Gdańska”, został ujęty w ramy opracowania wytycznych dla „Parku Kulturowego Wiązowa” – projektu mającego na celu ochronę krajobrazu kulturowego, przy tworzeniu którego wspólnie współpracowali przedstawiciele Muzeum Sztuki w Łodzi, Fundacji Ulicy Piotrkowskiej i Grupy Pewnych Osób.
Od 2011 roku na Starym Polesiu odbywają się cykliczne imprezy związane z nadejściem lata – „Czerwcówki” oraz „Majówki Staropoleskie”. Są one wynikiem współpracy Szkoły Podstawowej nr 26 ze stowarzyszeniem „Społecznie Zaangażowani”. Współpraca tych dwóch podmiotów zaowocowała sukcesem w pierwszej edycji łódzkiego budżetu obywatelskiego w 2013 roku – projekt boiska, zgłoszony do budżetu, został zrealizowany niecały rok później.
W lipcu 2013 przy ulicy Legionów powstała kawiarnia społeczna „Kogle-Mogle”, która stała się miejscem spotkań mieszkańców i aktywistów oraz nieformalnym centrum działań w zakresie rewitalizacji społecznej osiedla. Wiosna roku 2014 okazała się okresem kluczowym dla aktywizmu na Starym Polesiu – w odpowiedzi na decyzję miasta, o wyłączeniu części ulic z obszaru objętego rewitalizacją, mieszkańcy wystosowali list otwarty w tej sprawie, co spotkało się z falą reakcji. W efekcie doszło do współpracy Szkoły Podstawowej nr 26, stowarzyszenia „Społecznie Zaangażowani”, kawiarni „Kogle-Mogle” oraz Teatru Pinokio. W ten sposób zawiązana została nieformalna grupa „Współ-dzielnia Staropoleska”, mająca zrzeszać lokalne podmioty aktywne w sferze rewitalizacji osiedla.

## Handel i usługi

### Zielony Rynek i okolice
Największym skupiskiem punktów handlowych i usługowych na Starym Polesiu jest położony w środkowej części osiedla plac Barlickiego.
Znajduje się tam „Zielony Rynek” – zmodernizowane targowisko składające się z 3 hal handlowych o łącznej powierzchni ponad 6000 m².
W obiektach Zielonego Rynku znajduje się ponad 250 stoisk oferujących m.in.: owoce, warzywa, mięso, wędliny, ryby, artykuły spożywcze ogólne, artykuły piekarsko-ciastkarskie, słodycze, alkohole, artykuły chemiczne, kosmetyki, artykuły zoologiczne, żywe zwierzęta, prasę, czasopisma, odzież, obuwie, garnitury, artykuły gospodarstwa domowego, tekstylia, artykuły księgarniane, artykuły papiernicze, telefony i akcesoria, zegarki, biżuterię, torby, torebki, plecaki, gry, zabawki, maskotki. W halach Zielonego Rynku znajdują się także: kolektura lotto, agencja pocztowa, punkty gastronomiczne, agencja bankowa, bankomaty.
Ponadto w najbliższej okolicy Zielonego Rynku znajdują się m.in. liczne sklepy oferujące artykuły spożywcze (w tym Żabka oraz sklep całodobowy), chemiczne,  alkoholowe (w tym jeden całodobowy), tekstylne, elektroniczne, fotograficzne, artykuły gospodarstwa domowego, sklepy z garniturami, sklep z ozdobami, a ponadto salon komputerowy, salony fryzjerskie damskie i męskie, salony kosmetyczne, solaria, apteki (w tym jedna całodobowa), banki, kwiaciarnie, pralnia, zegarmistrz, punkt sprzedaży biletów MPK, punkt zakładów bukmacherskich, kolektura lotto, punkty ksero, lombardy, pizzeria, lokale z automatami o niskich wygranych (całodobowe).

### Pozostałe

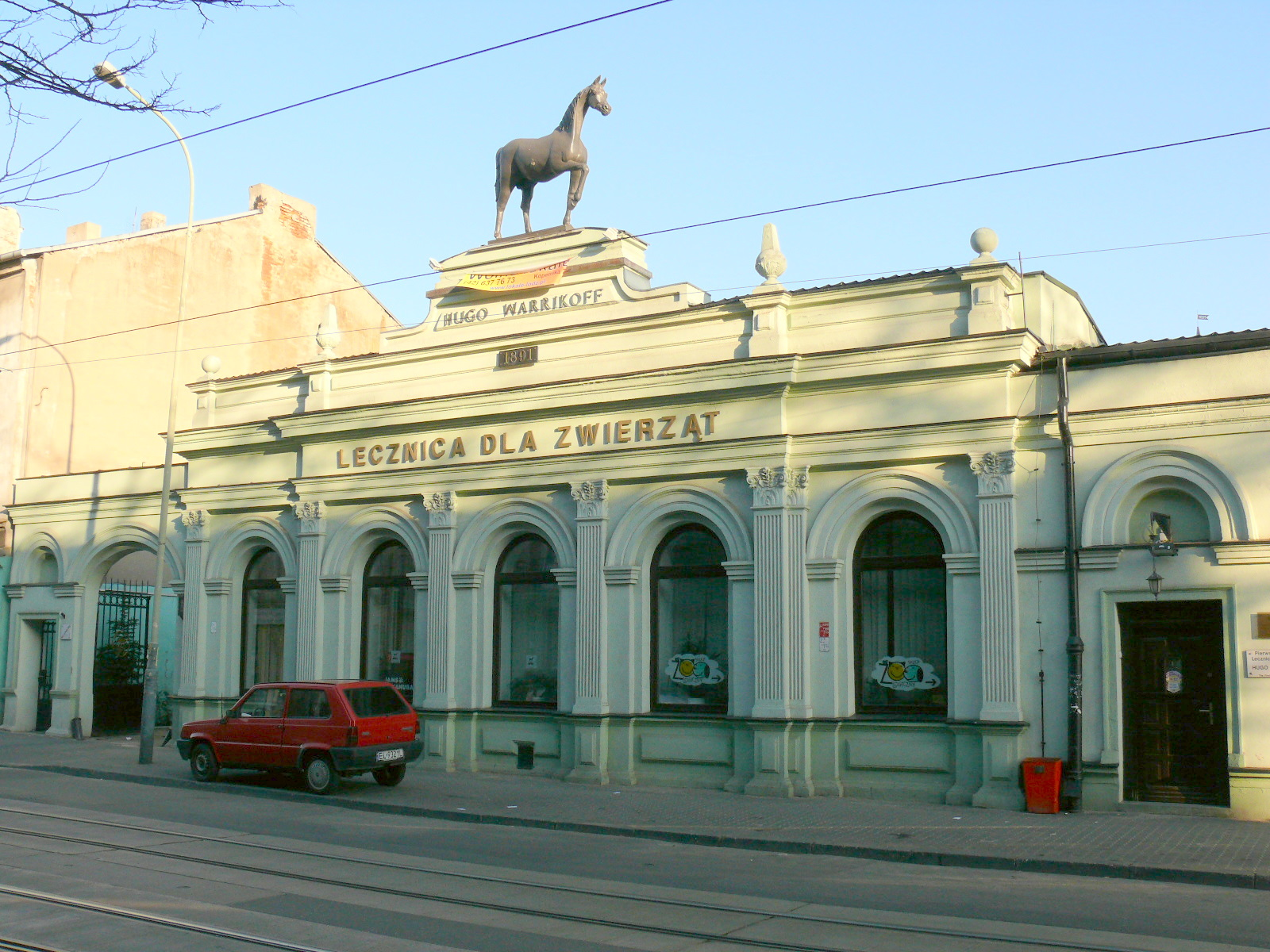
Lecznica dla zwierząt Pod koniem

Do pozostałych ważniejszych punktów handlowych i usługowych na Starym Polesiu należą m.in.:
- supermarket sieci Biedronka przy ulicy Żeromskiego
- supermarket sieci Biedronka przy ulicy Strzelców Kaniowskich
- zakład fotograficzny przy ulicy Gdańskiej
- całodobowa lecznica dla zwierząt Pod koniem przy ulicy Kopernika
- całodobowa lecznica dla zwierząt przy ulicy Gdańskiej
- sklep i serwis rowerowy przy ulicy Kopernika
- sklep sportowy przy ulicy Kopernika
- sklep i serwis narciarsko-snowboardowy przy ulicy Żeromskiego
- sklep z artykułami do podwodnej fotografii oraz biuro podróży oferujące wyjazdy dla nurków przy ulicy Kopernika
- sklep wędkarski przy ulicy A. Struga
- restauracja McDonald’s przy alei Mickiewicza
- całodobowe stacje benzynowe przy alei Mickiewicza

Ponadto na terenie całego osiedla znajduje się znaczna liczba sklepów spożywczych, aptek i wielu innych punktów handlowych i usługowych.

## Szkoły i opieka przedszkolna
Na terenie Starego Polesia znajdują się 2 żłobki, 9 przedszkoli, 5 szkół podstawowych (jedna z nich formalnie leży poza granicami Starego Polesia, jednakże z uwagi na fakt iż położona jest ona przy samej granicy Starego Polesia została uwzględniona w tym wykazie), 3 gimnazja oraz 3 szkoły szczebla średniego.

### Opieka przedszkolna

#### Żłobki
- Żłobek nr 30 (ul. Łąkowa 1)
- Klub Malucha „Koliberek” (ul. 28 Pułku Strzelców Kaniowskich 8a)

#### Przedszkola
- Przedszkole Miejskie nr 8 (ul. Zielona 21)
- Przedszkole Miejskie nr 23 (ul. Żeromskiego 105)
- Przedszkole Miejskie nr 41 (ul. Gdańska 17/19)
- Przedszkole Miejskie nr 54 (ul. Wólczańska 33)
- Przedszkole Miejskie nr 56 (ul. Pogonowskiego 71)
- Przedszkole Miejskie nr 98 (ul. Legionów 126)
- Przedszkole Miejskie nr 199 (ul. Łąkowa 13)
- Przedszkole Miejskie nr 208 (ul. Gdańska 84)
- Przedszkole Niepubliczne „Koliberek” (ul. 28 Pułku Strzelców Kaniowskich 8a)

### Szkoły

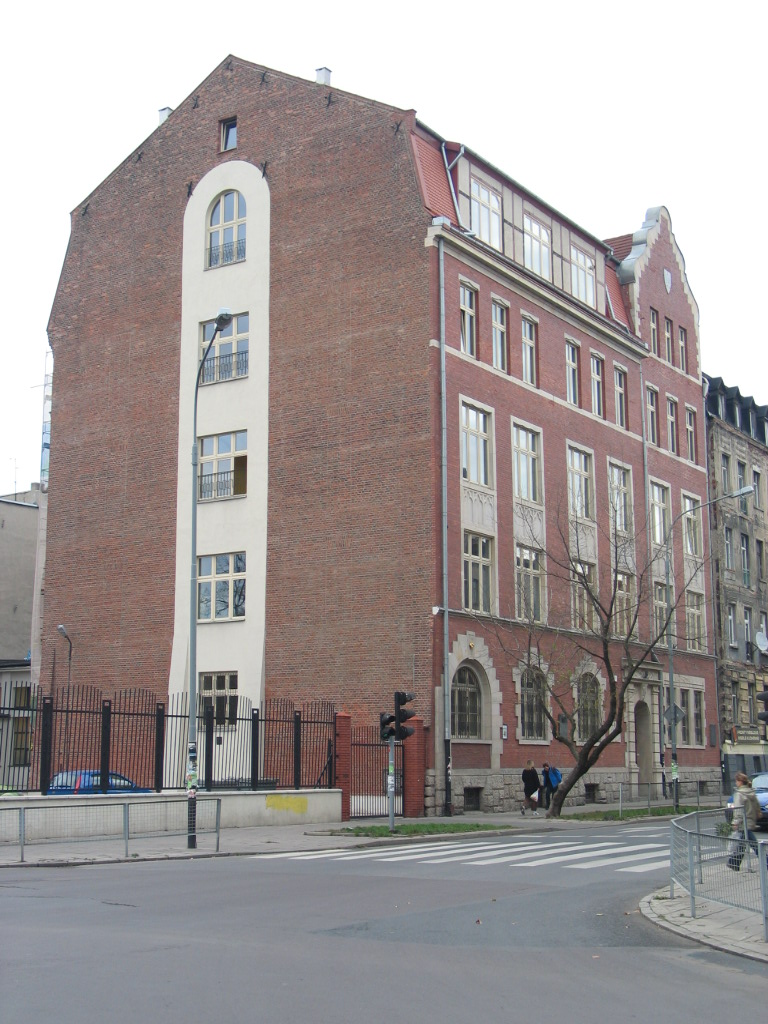
Budynek I LO im. Mikołaja Kopernika

#### Szkoły podstawowe
- Szkoła Podstawowa nr 26 (ul. Pogonowskiego 27/29)
- Szkoła Podstawowa nr 36 (ul. Więckowskiego 35)
- Szkoła Podstawowa nr 152 im. Elizy Orzeszkowej (ul. Strzelców Kaniowskich 52/54)
- Szkoła Podstawowa nr 160 im. Powstańców Śląskich (ul. A.Struga 24)

Ponadto na pograniczu Starego Polesia ze Śródmieściem znajduje się:
- Szkoła Podstawowa nr 23 im. Marii Bohuszewiczówny (ul. Gdańska 16)

#### Gimnazja
- Gimnazjum Publiczne nr 24 im. gen. Józefa Wybickiego (ul. Ogrodowa 28a)
- Gimnazjum Publiczne nr 26 im. Mikołaja Reja (al. 1 Maja 89)

#### Szkoły średnie
- I LO im. M. Kopernika (ul. Więckowskiego 41)
- XXI LO im. Bolesława Prusa (ul. Kopernika 2)
- XXXIV LO im. Krzysztofa Kieślowskiego (ul. Żeromskiego 26)

#### Uczelnie
- Wydział Wojskowo-Lekarski Uniwersytetu Medycznego w Łodzi (pl. Hallera 1)

## Ochrona zdrowia

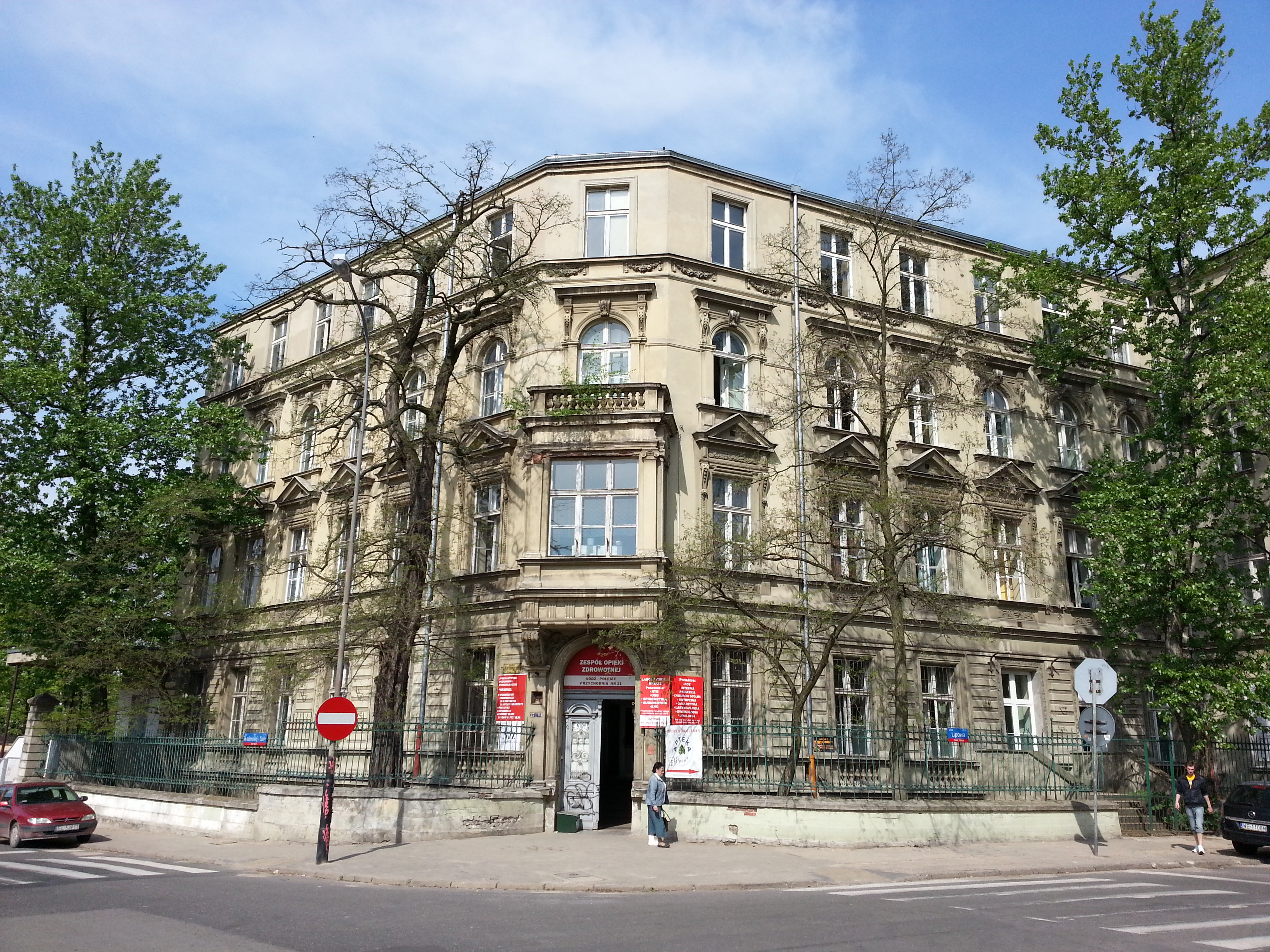
Róg ulic Lipowej i Marii Skłodowskiej-Curie (ul. Skłodowskiej-Curie 15/17) – budynek dawnego szpitala Betlejem. Obecnie mieści się tam Przychodnia nr 31 ZOZ Polesie.

Na terenie Starego Polesia znajdują się 3 przychodnie lekarskie (w tym jedna niepubliczna):
- Zespół Opieki Zdrowotnej – Przychodnia nr 31 (ul. Skłodowskiej-Curie 15/17) – ośrodek zdrowia mieści się w starym budynku na rogu ulic Skłodowskiej (dawniej Podleśnej) i Lipowej. Dawniej była tu lecznica baptystów – szpital Betlejem z 1905 roku. Był w owych czasach  jednym z najlepiej wyposażonych szpitali specjalistycznych (chirurgiczny i położniczo-ginekologiczny)[10]. To tu w 1918 roku zmarł Stefan Linke.
- Zespół Opieki Zdrowotnej – Przychodnia nr 32 (ul. Cmentarna 10a)
- Niepubliczny Zakład Opieki Zdrowotnej „Medax” (ul. Zielona 29)

Na terenie osiedla znajduje się kilka gabinetów stomatologicznych.

## Biblioteki

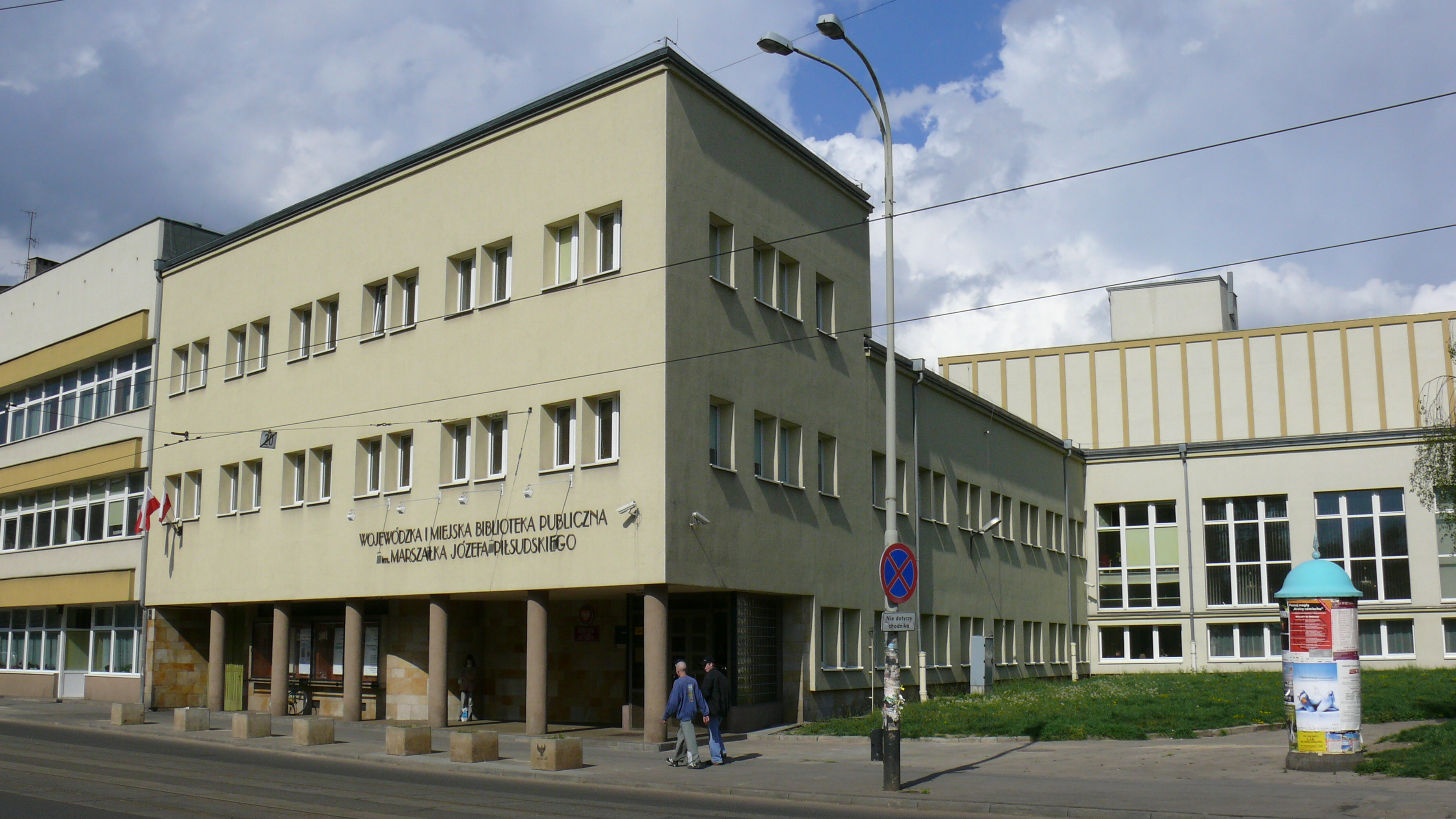
Wojewódzka Biblioteka Publiczna im. Piłsudskiego

Na terenie Starego Polesia znajduje się jedna z największych bibliotek w Łodzi – Wojewódzka Biblioteka Publiczna im. Marszałka Józefa Piłsudskiego w Łodzi mająca swoją siedzibę przy ulicy Gdańskiej 100/102.
Ponadto na terenie osiedla działają 3 inne biblioteki publiczne:
- Biblioteka Publiczna Filia Łódź-Polesie nr 4 dla dzieci i dorosłych (ul. Legionów 71/73)
- Biblioteka Publiczna Filia Łódź-Polesie nr 9 dla dorosłych (ul. Zielona 77)
- Biblioteka Publiczna Filia Łódź-Polesie nr 10 dla dzieci i młodzieży (ul. Więckowskiego 32)

## Kościoły
Na terenie Starego Polesia znajdują się 3 rzymskokatolickie kościoły parafialne (dwa wchodzące w skład dekanatu Łódź-Śródmieście archidiecezji łódzkiej i jeden wchodzący w skład dekanatu Inspektoratu Wsparcia Sił Zbrojnych Ordynariatu Polowego WP):
- Kościół parafialny pw. św. Mateusza Ewangelisty (ul. Strzelców Kaniowskich 20)
- Kościół parafialny pw. Matki Boskiej Zwycięskiej – Sanktuarium Maryjne (ul. Łąkowa 40)
- Kościół garnizonowy pw. św. Jerzego (ul. Jerzego 9)

Oprócz tego na terenie osiedla znajduje się także 1 rzymskokatolicki kościół nieparafialny:
- Kościół pw. Niepokalanego Poczęcia NMP – Kościół Środowisk Twórczych (ul. Skłodowskiej-Curie 22)

Na Starym Polesiu swoją siedzibę ma również parafia starokatolicka:
- Kaplica katedralna pw. Podwyższenia Krzyża Świętego w Łodzi (ul. Gdańska 143)

## Kultura

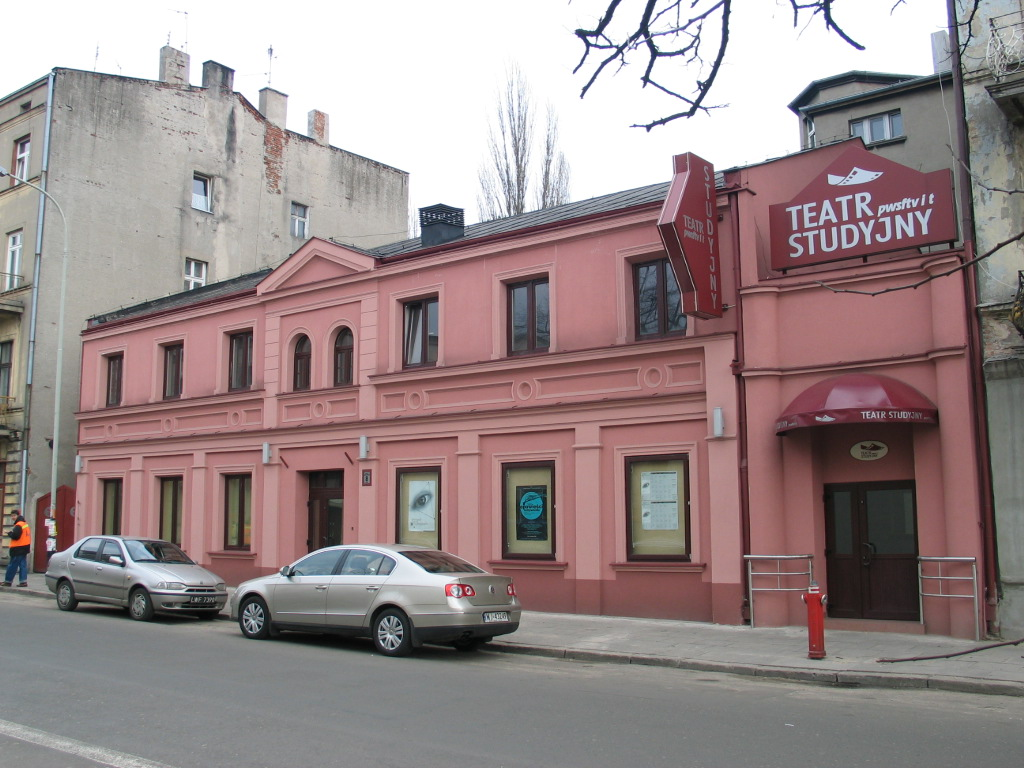
Teatr Studyjny

Na terenie Starego Polesia znajduje się 5 teatrów oraz 2 muzea i kino.

### Teatry
- Teatr Arlekin (al. 1 Maja 2)
- Teatr Logos (ul. Skłodowskiej-Curie 22)
- Teatr Pinokio (ul. Kopernika 16)
- Teatr Studyjny (ul. Kopernika 8)
- Teatr V6 (ul. Żeromskiego 74/76)

### Muzea
- Muzeum Sztuki (ul. Więckowskiego 36)
- Muzeum Tradycji Niepodległościowych (ul. Gdańska 13)

### Kina
- Kino 3 D Wytwórnia (ul. Łąkowa 29)

## Obiekty zabytkowe

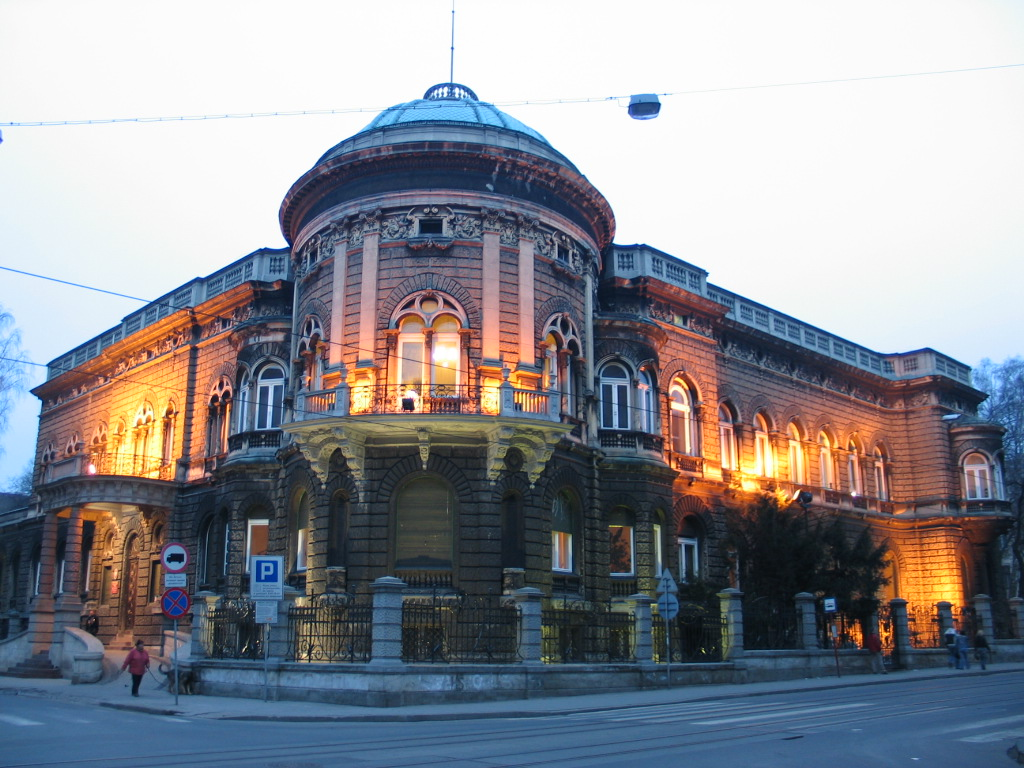
Pałac Karola Poznańskiego

Na terenie osiedla znajdują się ważne obiekty zabytkowe:
- Pałac Karola Poznańskiego (obecnie siedziba Akademii Muzycznej) – na rogu ulicy Gdańskiej i alei 1 Maja
- Pałac Maurycego Poznańskiego (obecnie siedziba Muzeum Sztuki) – przy ulicy Więckowskiego
- Budynek Gimnazjum Polskiego (obecnie I LO im. M. Kopernika) – ul. Więckowskiego 41
- Pałac Rudolfa Kellera – przy ulicy Gdańskiej
- Pałac Kipera – ul. Gdańska 38
- Willa Ryszarda Schimmela – ul. Karolewska 1
- Willa Teodora Milscha – róg ulic Kopernika i Łąkowej
- Willa Oskara Zieglera – ul. Skłodowskiej-Curie 11

## Baza noclegowa
Na terenie osiedla znajduje się 6 hoteli:
- Hotel Focus (ul. Łąkowa 23/25)
- Hotel Mazowiecki (ul. Strzelców Kaniowskich 53/57)
- Hotel Reymont (ul. Legionów 81)
- Hotel Qubus (al. Mickiewicza 7)
- Hotel Double Tree by Hilton Łódź (ul. Łąkowa 29)
- Hotel Tobaco ul. Mikołaja Kopernika 64

## Sport
Na Starym Polesiu przy ulicy 6 Sierpnia 71 znajduje się jedyny w Łodzi stadion z torem żużlowym na którym zawody rozgrywa I-ligowa drużyna żużlowa Orzeł Łódź.
Ponadto w niedalekim sąsiedztwie osiedla znajdują się 2 inne obiekty sportowe:
- przy alei Unii Lubelskiej 2 – Stadion Miejski w Łodzi na którym mecze rozgrywa drużyna piłki nożnej Łódzkiego Klubu Sportowego oraz znajdująca się pod jedną z trybun stadionu hala sportowa w której rozgrywane są mecze siatkówki i koszykówki;
- przy alei Bandurskiego 7 – Hala widowiskowo-sportowa „Atlas Arena Łódź”

## Ważniejsze węzły komunikacyjne

### Plac Barlickiego
- Linia nr 9 Olechów (al. Ofiar Terroryzmu 11 Września) – Zdrowie
- Linia nr 13 Dąbrowa (Niższa/Śląska) – Teofilów (Aleksandrowska/Szczecińska)
- Linie nr 65A/65B Radogoszcz Wschód (Świtezianki) – Lotnisko
- Linia nr 74A Górniak (Plac Niepodległości) – Złotno
- Linia nr 74B Górniak (Plac Niepodległości) – Huta Jagodnica
- Linia nr 83 Stary Widzew (Tuwima/Wydawnicza) – Teofilów (Szczecińska/cmentarz)
- Linia nr 86A/86B Śródmieście (Dworzec Łódź Fabryczna) – Retkinia (al. Kusocińskiego)
- Busy do Konstantynowa Łódzkiego

### Gdańska/Struga oraz Gdańska/Skłodowskiej-Curie

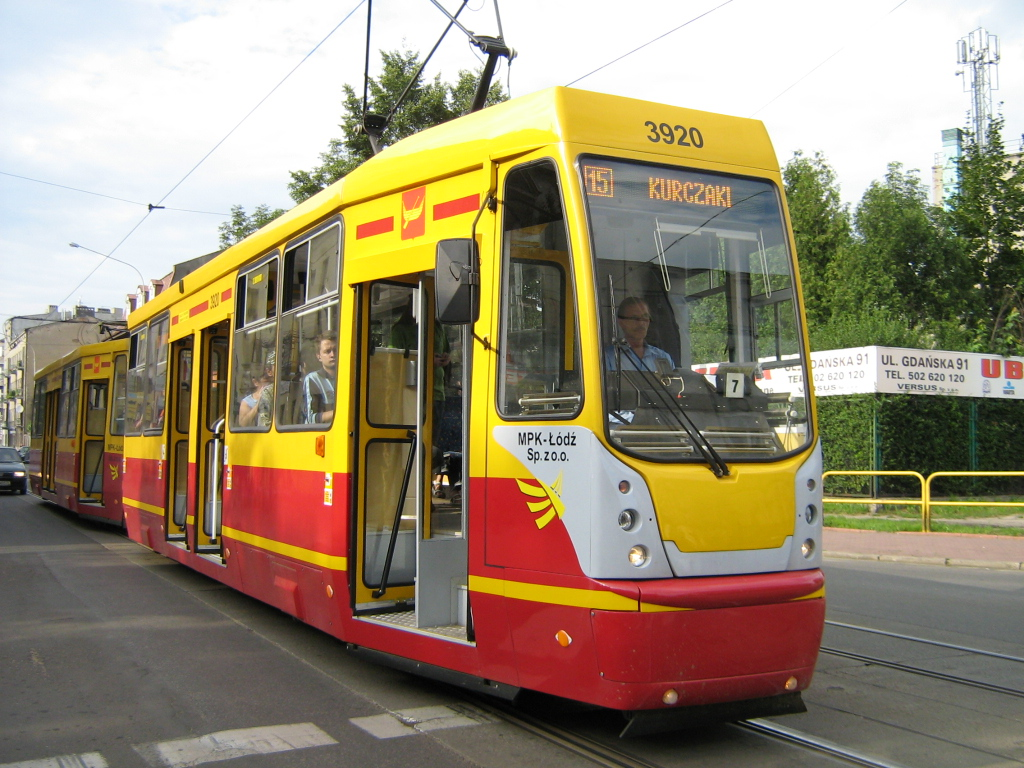
Tramwaj linii 15 na ulicy Gdańskiej

- Linia nr 12 Retkinia (al. Wyszyńskiego) - Stoki
- Linia nr 15 Chojny (Kurczaki) – Stoki
- Linia nr 16 Plac Niepodległości – Teofilów (Aleksandrowska/Szczecińska)
- Linia nr 17 Ruda Pabianicka (Chocianowice Ikea) – Telefoniczna (zajezdnia MPK)
- Linia nr 74A Górniak (Plac Niepodległości) – Złotno
- Linia nr 74B Górniak (Plac Niepodległości) – Huta Jagodnica
- Linie nr 80 Olechów (Hetmańska/Janów) – Retkinia (Wyszyńskiego)
- Linia nr 83 Stary Widzew (pl. Mikulskiego) – Teofilów (Szczecińska/cmentarz)
- Linia nr N2 (nocna) Radogoszcz Wschód (Świtezianki) - Śródmieście (al. Kościuszki/Punkt Przesiadkowy) - Retkinia (al. Wyszyńskiego)

### Żeromskiego/Kopernika
- Linia nr 12 Retkinia (al. Wyszyńskiego) – Stoki
- Linia nr 15 Chojny (Kurczaki) – Stoki
- Linia nr 16 Plac Niepodległości – Teofilów
- Linia nr 17 Ruda Pabianicka (Chocianowice Ikea) – Telefoniczna (zajezdnia MPK)
- Linia nr N2 (nocna) Retkinia (al. Wyszyńskiego) – Śródmieście (al. Kościuszki/Punkt Przesiadkowy) – Radogoszcz Wschód (Świtezianki)

## Okolice osiedla

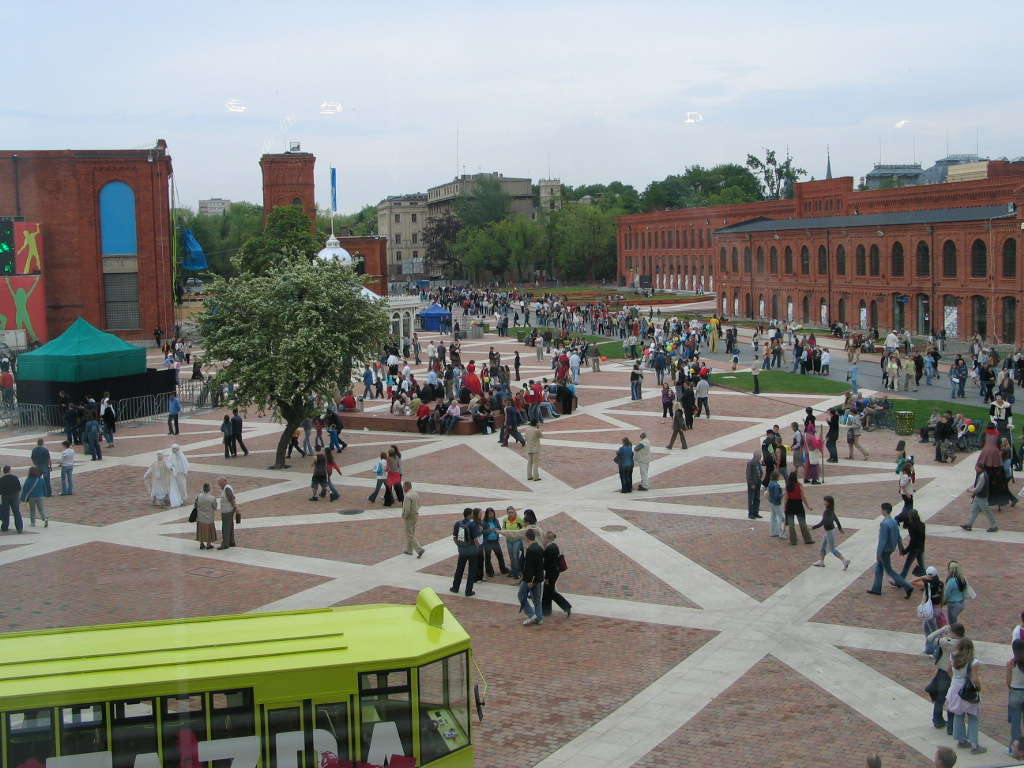
Manufaktura - rynek

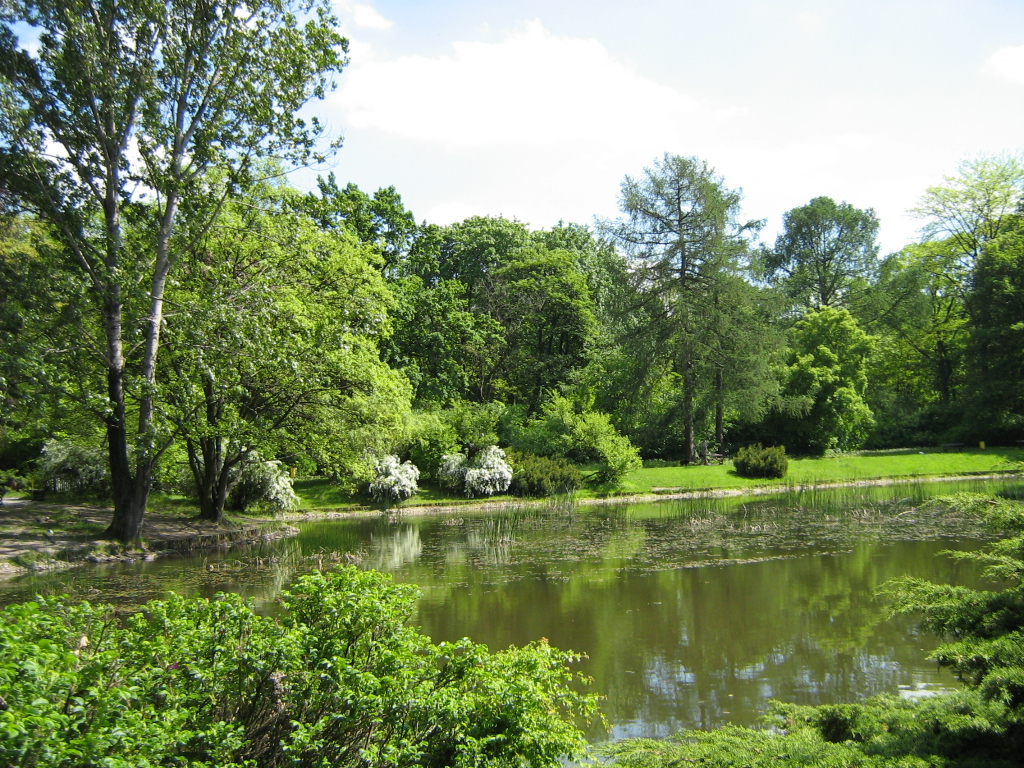
Staw w Parku Poniatowskiego

W okolicy Starego Polesia znajdują się m.in.:
- Centrum Handlowe Manufaktura wraz z multipleksem Cinema City
- Reprezentacyjna ulica Piotrkowska przy której siedzibę mają liczne sklepy, banki, puby i restauracje.
- Park im. księcia Józefa Poniatowskiego, a w nim:
  - tor dla rowerów górskich
  - korty tenisowe
- Park na Zdrowiu (im. Józefa Piłsudskiego), a w nim:
  - Aquapark Fala
  - Miejski Ogród Zoologiczny
  - Lunapark
  - Łódzki Ogród Botaniczny
- Dworzec Łódź Kaliska
- Hala widowiskowo-sportowa Atlas Arena